# Commissione economica per l'Europa

Membri della Commissione economica per l'Europa

La Commissione economica per l'Europa delle Nazioni Unite (ECE o UNECE dall'acronimo inglese di United Nations Economic Commission for Europe) è una delle cinque commissioni economiche che riportano al Consiglio economico e sociale delle Nazioni Unite (ECOSOC).

## Descrizione
Aderiscono all'ECE, istituita nel 1947 con l'obiettivo di favorire la cooperazione economica e sociale e lo sviluppo sostenibile nell'Europa postbellica, sia i paesi dell'Europa orientale che quelli dell'Europa occidentale oltre agli Stati Uniti, a Canada, Israele, ed alcuni stati centro-asiatici.
Funzione principale della commissione è quella di valutare i problemi economici, tecnici e ambientali, sia nei paesi membri che tra gli stessi, e nel suggerire le possibili soluzioni.
La sessione plenaria della commissione (che si tiene annualmente) è guidata dal presidente della commissione mentre nello svolgimento delle proprie funzioni la commissione è coordinata da un segretariato; le operazioni sono invece svolte da sette comitati principali e da alcuni gruppi di lavoro ciascuno dei quali si occupa delle questioni specifiche dei seguenti campi:
- agricoltura
- ambiente
- automazione
- chimica
- sviluppo del commercio
- analisi economica economia (analisi economica e consulenze ai governi dei paesi membri)
- fonti energetiche
- industria (ristrutturazione industriale e sviluppo delle imprese)
- ingegneria
- materie prime (in particolare:legname)
- scienza e tecnologia
- standardizzazione
- statistica
- trasporti
- urbanistica (insediamenti umani)

Sede dell'UNECE è Ginevra (Svizzera).
A seguito degli sconvolgimenti politici seguiti, alla fine degli anni ottanta, alla caduta del muro di Berlino l'ECE ha sostenuto, nel corso degli anni novanta e di concerto con le altre organizzazioni internazionali operanti nell'area (principalmente BERS, BIRS, BCE, FMI ed OCSE), la transizione dei paesi dell'Europa centrale ed orientale dall'economia socialista all'economia di mercato.

## Gruppi di lavoro
Tra gli organi dell'UNECE vi sono i gruppi di lavoro, che si occupano di tematiche specifiche. Sono denominati con la sigle WP (Woking Party) e a seguire il numero distintivo del gruppo.

### Trasporti
Il gruppo di lavoro dedicato ai trasporti, WP.29 (Woking Party 29) consiste nel Forum mondiale per l'armonizzazione delle regolamentazioni sui veicoli. con i suoi gruppi ausiliari (GR, Group de Rapporteurs):
- GRPE: Gruppo di lavoro su inquinamento ed energia[2]
- GRBP: Gruppo di lavoro su rumore e pneumatici[3]
- GRE: Gruppo di lavoro su illuminazione e segnalazione luminosa[4]
- GRSG: Gruppo di lavoro sulle disposizioni di sicurezza generale[5]
- GRSP: Gruppo di lavoro sulla sicurezza passiva[6]
- GRVA: Gruppo di lavoro sui veicoli autonomi/automatici e connessi[7]

## Stati membri
Il seguente elenco riporta i 56 paesi membri dell'ECE (tra parentesi la data di adesione):
- Albania (14 dicembre 1955)
- Andorra (28 luglio 1993)
- Armenia (30 luglio 1993)
- Austria (14 dicembre 1955)
- Azerbaigian (30 luglio 1993)
- Belgio (28 marzo 1947)
- Bielorussia (28 marzo 1947)
- Bosnia ed Erzegovina (22 maggio 1992)
- Bulgaria (14 dicembre 1955)
- Canada (9 agosto 1973)
- Cipro (20 settembre 1960)
- Croazia (22 maggio 1992)
- Danimarca (28 marzo 1947)
- Estonia (17 settembre 1991)
- Finlandia (14 dicembre 1955)
- Francia (28 marzo 1947)
- Georgia (30 luglio 1993)
- Germania (18 settembre 1973)
- Grecia (28 marzo 1947)
- Irlanda (14 dicembre 1955)
- Islanda (28 marzo 1947)
- Israele (26 luglio 1991)
- Italia (14 dicembre 1955)
- Kazakistan (31 gennaio 1994)
- Kirghizistan (30 luglio 1993)
- Lettonia (17 settembre 1991)
- Liechtenstein (18 settembre 1990)
- Lituania (17 settembre 1991)
- Lussemburgo (28 marzo 1947)
- Macedonia del Nord (8 aprile 1993)
- Malta (1º dicembre 1964)
- Moldavia (2 marzo 1992)
- Monaco (27 maggio 1993)
- Montenegro (28 giugno 2006)
- Norvegia (28 marzo 1947)
- Paesi Bassi (28 marzo 1947)
- Polonia (28 marzo 1947)
- Portogallo (14 dicembre 1955)
- Regno Unito (28 marzo 1947)
- Rep. Ceca (28 marzo 1947)
- Romania (14 dicembre 1955)
- Russia (28 marzo 1947)
- San Marino (30 luglio 1993)
- Serbia (1º novembre 2000)
- Slovacchia (28 marzo 1947)
- Slovenia (22 maggio 1992)
- Spagna (14 dicembre 1955)
- Stati Uniti (28 marzo 1947)
- Svezia (28 marzo 1947)
- Svizzera (24 marzo 1972)
- Tagikistan (12 dicembre 1994)
- Turchia (28 marzo 1947)
- Turkmenistan (30 luglio 1993)
- Ucraina (28 marzo 1947)
- Ungheria (14 dicembre 1955)
- Uzbekistan (30 luglio 1993)